# Герасимович Ярослав
Ярослав Герасимович (1 липня 1898, с. Білявці — 15 червня 1971, Філадельфія) — учасник I-го Конгресу Українських Націоналістів, секретар ОУН в Чехословаччині.

## Життєпис

Провідні члени Легії Українських Націоналістів. Сидять зліва направо: Микола Сціборський, Микола Тобілевич, Теофіл Пасічник-Тарнавський, Леонід Костарів, Максим Загривний. Стоять зліва направо: Юрій Руденко, Юрій Артюшенко, Дмитро Пасічник, Роман Минів, Дмитро Демчук, Олександр Чехівський, Костянтин Дударів, Ярослав Герасимович

Перший Конґрес Українських Націоналістів у Відні, 1929 рік. Сидять зліва направо 1 ряд: Юліан Вассиян, Дмитро Андрієвський, Микола Капустянський, Євген Коновалець, Микола Сціборський, Яків Моралевич, Володимир Мартинець, Микола Вікул. Стоять зліва направо 2 ряд: Іван Малько, Осип Бойдуник, Максим Загривний, Євген Зиблікевич, Петро Кожевників, Дмитро Демчук, Леонід Костарів, Олесь Бабій, Ріко Ярий, Михайло Антоненко, Зенон Пеленський. Стоять зліва направо 3 ряд : Юрій Руденко, Ярослав Барановський, Степан Охримович, Степан Ленкавський, Андрій Федина, Ярослав Герасимович, Теофіл Пасічник-Тарнавський, Олександр Згорлякевич

Народився 1 липня 1898 в селі Білявці (тепер Бродівський район Львівська область).
Середню освіту здобув у Львівській академічній гімназії.
З 1914 по 1916 рік вояк УСС, згодом в Українській Галицькій армії та Армії УНР. Воював також у повстанських загонах отаманів Якубенка та Волинця. Інтернований у румунському таборі міста Брашов.
З 1923 року проживає у Чехословаччині. Провідний член Легії Українських Націоналістів.
Був учасником I-го Конгресу Українських Націоналістів 1929 року у Відні. Обраний секретарем Президії, брав участь у роботі військової комісії, виголосив реферат на тему «До морської політики України».
На початку 1930-х років секретар ОУН у Чехосоловаччині. У 1932 році закінчив хіміко-технологічний відділ Української господарської академії в Подєбрадах.
Після Другої світової війни емігрував до США.
Помер 15 червня 1971 року в місті Філадельфія. Похований на цвинтарі Фокс Чейс.